# Arent van Haersma (1695-1740)
Arent van Haersma (16 februari 1695 - Augustinusga, 16 september 1740) was een Nederlands bestuurder.

## Biografie
Van Haersma was een zoon van Eelco van Haersma (1667-1712), grietman van Achtkarspelen, en Romelia van Scheltinga (1668-1702). Arent was lid van de familie Van Haersma. In 1712 werd hij benoemd tot grietman van Achtkarspelen. In dit ambt volgde hij zijn vader op. Ook Arents grootvader, Livius van Scheltinga, was eerder grietman van deze grietenij geweest. Als grietman van Achtkarspelen werd Van Haersma opgevolgd door zijn halfbroer Aulus van Haersma. Andere ambten die Arent bekleedde waren: gecommitteerde van Provinciale Rekenkamer van Friesland, en van de Generaliteitsrekenkamer, lid van Gedeputeerde Staten van Friesland en gecommitteerde van de Admiraliteit op de Maze en van de Admiraliteit van Friesland.
Arent schonk onder meer een gebrandschilderd venster aan de kerk van Surhuizum. Ook zijn het wapen van Van Haersma en zijn vrouw te vinden op de preekstoel in deze kerk. Blijkens een timpaan boven de oostelijke ingang heeft hun zoon Eelco de eerste steen gelegd bij de herbouw van deze kerk. Van Haersma bewoonde de Haersmastate te Buitenpost. Deze state werd gesticht door de familie Van Boelens welke tussen 1618 en 1673 het grietmanschap van Achtkarspelen in handen had. Deze state zou in 1911 op afbraak worden verkocht.

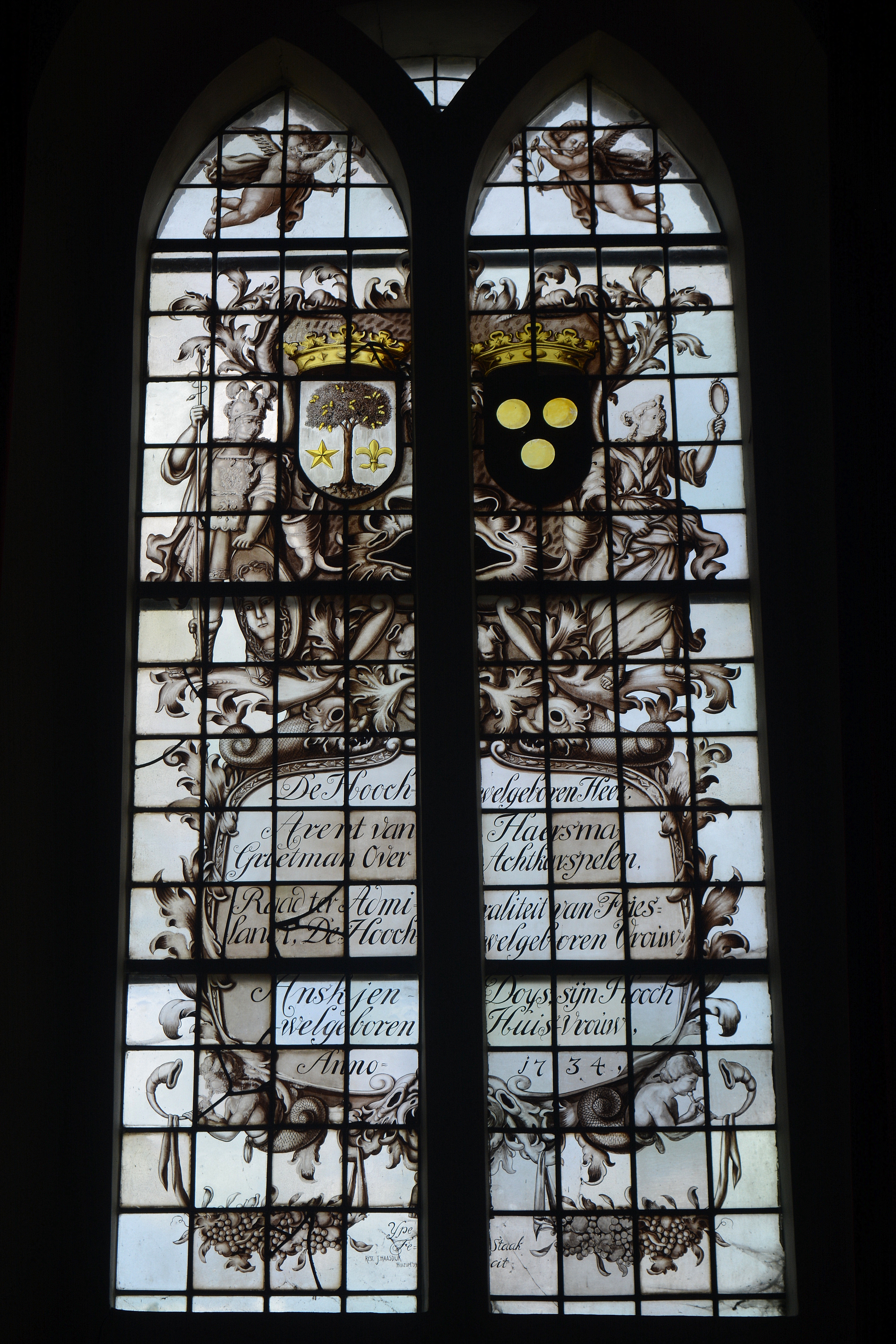
Gebrandschilderd venster van Ype Staak in de Antoniuskerk te Surhuizum met daarop de wapens van Arent van Haersma (1695-1740) en Anna Catharina Doys.
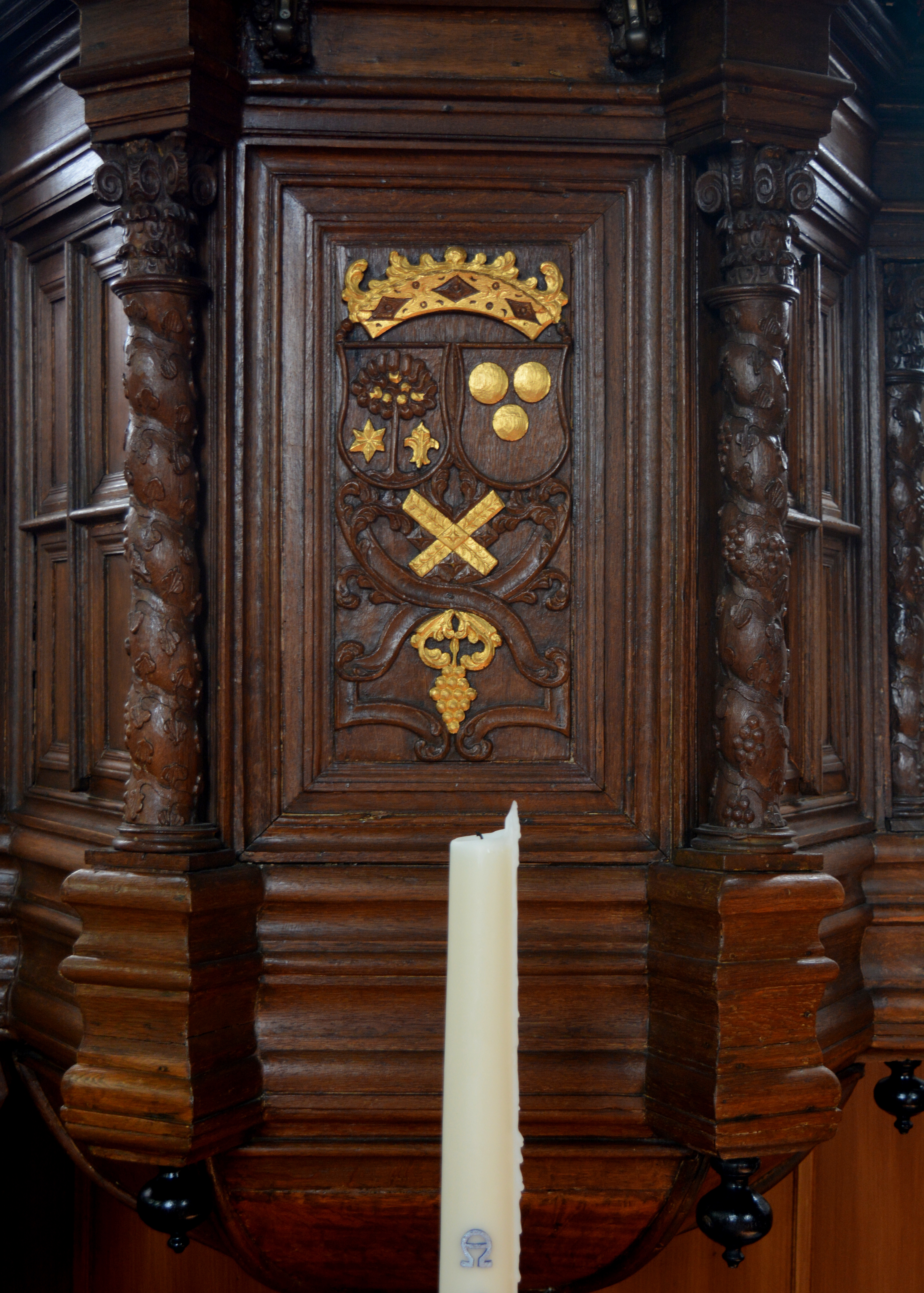
Preekstoel van de kerk van Surhuizum met het alliantiewapen Van Haersma-Doys.

## Huwelijk en kinderen
Van Haersma trouwde in 1717 te Augustinusga met Anna Catharina Doys, dochter van Johan Lodewijk Doys, gecommitteerde van de Raad van State, en Maria Boelens. Met haar kreeg hij meerdere kinderen:
- Eelco van Haersma (1718-1793), trouwde met Susanna Maria Elisabeth Faber, dochter van predikant Wilhelmus Fredericus Faber en Anna Catharina Elisabeth Gercken. Eelco was secreatis van Achtkarspelen.
- Romelia Maria van Haersma (1720-1791), trouwde met Epo Sjuck van Burmania, zoon van Tjaerd van Burmania, grietman van Leeuwarderadeel, en Remia van Douma. Epo Sjuckwas onder meer burgemeester van Dokkum.
- Johan Lodewijk Doys van Haersma (1723-1788), trouwde eerst met Maria Louisa van Glinstra, dochter van Hector van Glinstra en Eritia van Glinstra. Later hertrouwde hij met Albertina Sophia Barones van Plettenberg, dochter van Lodewijck Baron van Plettenberg en Ermgardt Heinsius. Johan Lodewijk was secretaris van Achtkarspelen en raadsheer aan het Hof van Friesland.[4]
- Livius Suffridus van Haersma (1724-1782), kolonel-commandant van het Lijfregiment Oranje Friesland.
- Juliana Aurelia van Haersma (1725-1793), trouwde met Gerlich Willem van Doys, zoon van Carel Doys en Ansck van Douma. Zij hertrouwde met Tjaert Willem van Burmania, zoon van Laas Ulbe van Burmania en Juliana Dorothea van Unia.
- Anna Catharina Arents van Haersma (1727-1790), trouwde met Valerius Glins, postmeester.
- Gerlach van Haersma (1732-1756).
- Carel Alexander Haersma (1737-1783), secretaris van Achtkarspelen.

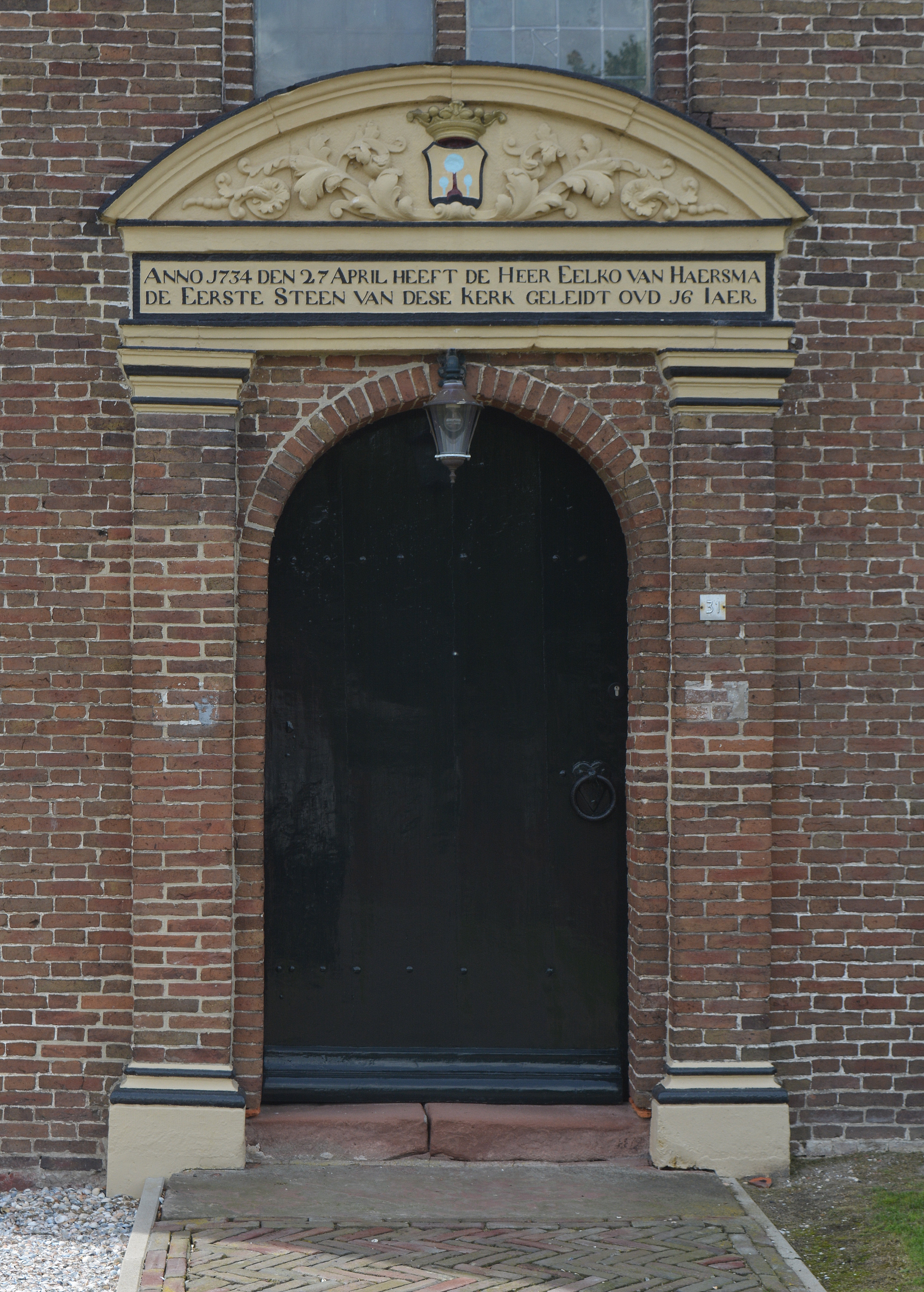
Oostelijke ingang van de kerk van Surhuizum met daarboven de vermelding van Eelco van Haersma (1718-1793).
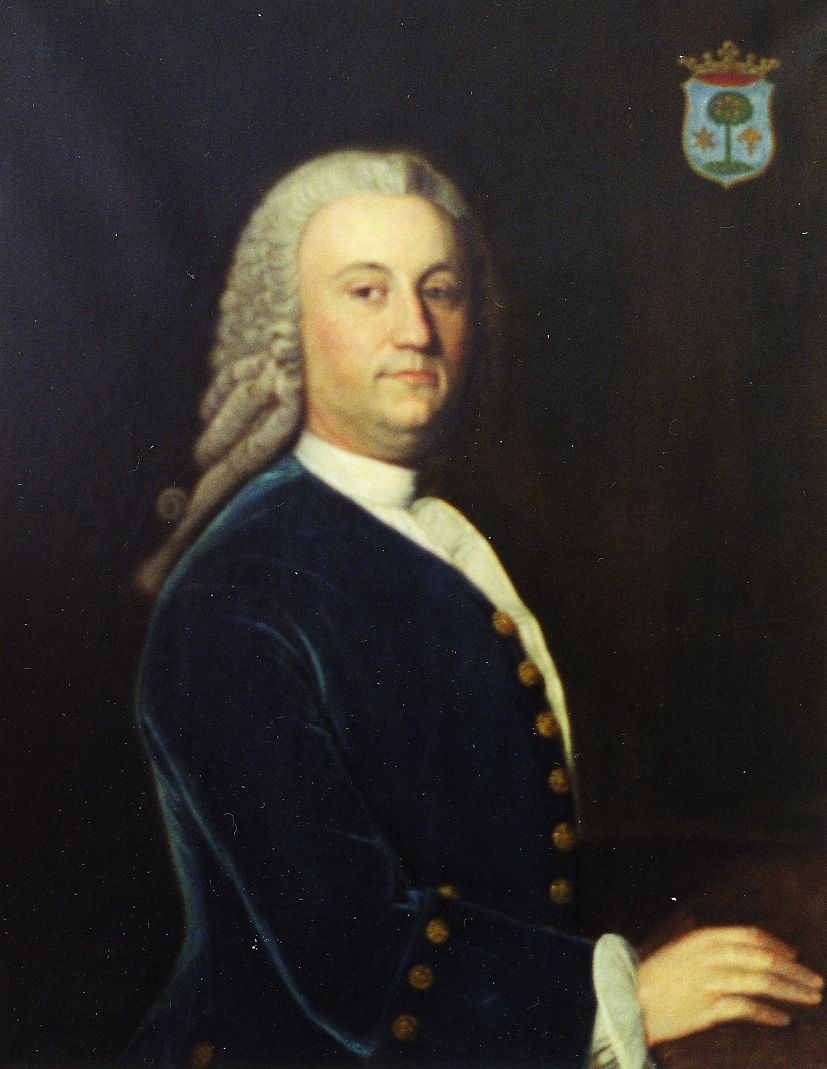
Portret van Eelco van Haersma (1718-1793), geschilderd door Dirk Jacobs Ploegsma.
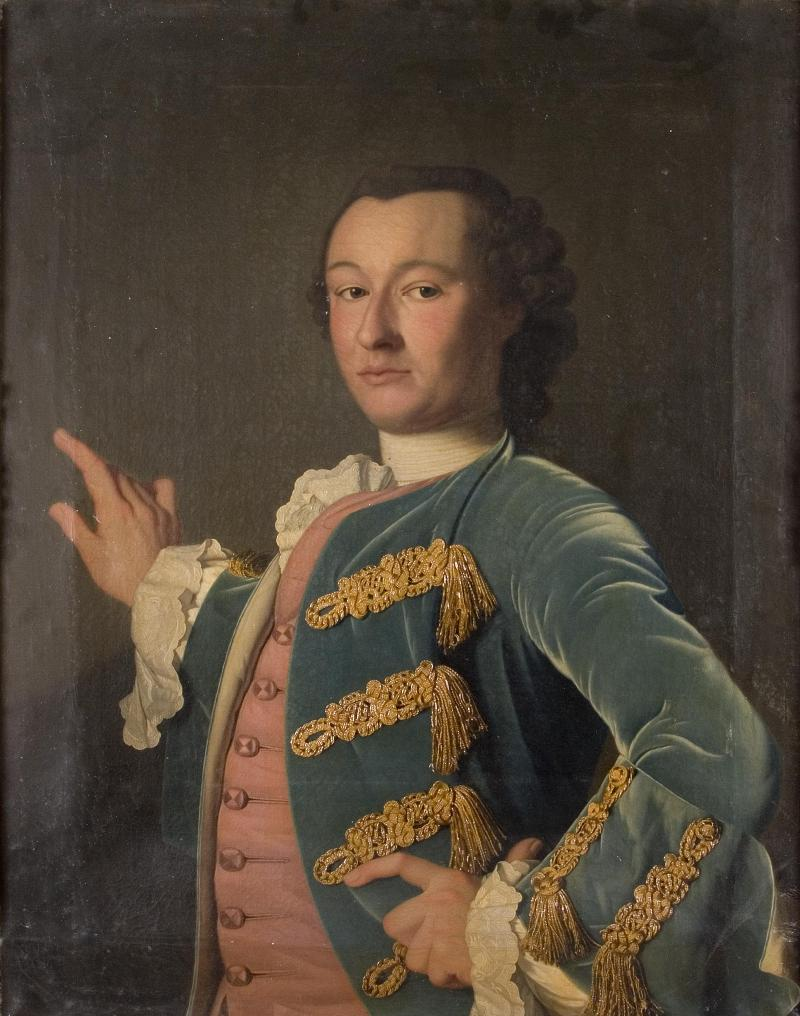
Portret van Carel Alexander van Haersma (1737-1783), geschilderd door Matthijs Accama.